# Liste der Bischöfe von Vannes
Die folgenden Personen waren Bischöfe von Vannes (Frankreich):
- um 465: Hl. Paternus
- um 500: Hl. Dominius
- um 511: Modestus
- Heiliger Guennin
- um 550: Maclian
- um 580: Ennius
- um 590: Regalis
- Heiliger Yudoc oder Budoc
- um 650–666: Heiliger Meriadec
- um 720: Heiliger Gabrien
- Heiliger Catuodus
- Heiliger Bilius I.
- um 780: Agus
- um 797–um 814: Isaak
- um 820: Winahelhoc
- um 820–um 834: Ragenaire
- um 838–um 845: Susanne
- um 854–um 869: Corantycnuus
- Diles
- um 878–um 888: Kenmonoc
- um 891–um 908: Bilius II.
- Bientivet
- um 970: Auriscandus
- um 1008–13. Juni 1037: Judicaël
- 1037–1065: Budic
- 1066–1082: Maingui
- um 1088–1128: Morven
- 1128–1132: Jacques I.
- 1132–1137: Ives I.
- 1137–1143: Even
- 1143–26. Juni 1177: Rouaud
- 1181–um 1220: Guéhénoc
- um 1220–um 1231: Robert I.
- um 1232: Guillaume I.
- 1232–15. Mai 1254: Cadiocus
- 1254–26. August 1254: Guillaume II. de Quélen
- 1255–18. Februar 1262: Alain I.
- um 1263–21. Oktober 1270: Gui de Conlen
- 1276–um 1280: Pierre I.
- um 1282–22. März 1287: Henri I. Bloc
- 1287–um 1308: Henri II. Tore
- um 1310: Ives II.
- um 1312–20. Januar 1334: Jean I. Le Parisy
- 1334–um 1350: Geoffroi I. de Saint-Guen
- um 1356: Alain II.
- 1357–1358 oder 1359: Gauthier de Saint-Père
- 1359–1360: Jean II. de Locminé
- 1361–1371: Geoffroi II. de Rohan
- 1371–1382: Jean III. de Montreslet
- 1382–1384: Simon de Langres
- 1384–1404: Henri III. Le Barbu
- 1404–10. Oktober 1408: Hugues Lestoquer
- 1409–1432: Amauri de La Motte d’Acigné
- 28. November 1433–1444: Jean IV. Validire
- 1444–7. Januar 1476: Ives III. de Pontsal
- 1476–18. August 1490: Pierre de Foix
- 15. Oktober 1490–22. Dezember 1503: Laurent I. Kardinal Cibo
- 1504–1511: Jacques II. de Beaune de Semblançay
- 26. Februar 1511–1513: Robert (II.) Kardinal Guibé
- 30. Juli 1514–26. September 1531: Laurent II. Kardinal Pucci
- 1531–1544: Antoine I. Kardinal Pucci
- 1544–1548: Laurent III. Pucci
- 1550–1557: Charles I. de Marillac
- 1557–1558: Sébastien de L’Aubespine
- 1559–1566: Philippe du Bec (später Erzbischof von Reims)
- 1566–1570: Jean V. Le Feuvre
- 1572–1573: Pierre III. de Saint-Martin
- 31. Mai – August 1574: Jean VI. de La Haye
- 1574–1588: Louis I. de La Haye
- 1592–1596: Georges d’Aradon
- 1599–1622: Jacques III. Martin
- 1622–1646: Sébastien II. de Rosmadec
- 1648–1671: Charles II. de Rosmadec
- 1671–1687: Louis II. Casset de Vautorte
- 1687–1716: François I. d’Argouges
- 1716–1717: Louis III. de La Vergne de Tressan
- 1717–1719: Jean-François-Paul Le Fèvre de Caumartin
- 1719–1742: Antoine II. Fagon
- 1742–1746: Jean-Joseph Chapelle de Saint-Jean de Jumilhac (auch Erzbischof von Arles)
- 1746–1774: Charles-Jean I. de Bertin
- 1774–1790: Sébastien-Michel Amelot
  - 1791–1793: Charles (III.) Le Masle
- 1802–1807: Antoine-François-Xavier Mayneaud de Pansemont
- 1807–1817: Pierre-François-Gabriel-Raimond-Ignace-Ferdinand de Bausset de Roquefort (auch Erzbischof von Aix)
- 1817–1826: Henri-Marie-Claude de Bruc-Montplaisir
- 1826–1827: Simon Garnier
- 1827–1860: Charles-Jean II. de La Motte de Broons et de Vauvert
- 1861–1863: Louis-Anne Dubreuil (auch Erzbischof von Avignon)
- 1863–1865: Jean-Baptiste-Charles Gazailhan
- 1865–1897: Jean-Marie Bécel
- 1898–1903: Amédée-Jean-Baptiste Latieule
- 1906–1928: Alcime-Armand-Pierre-Henri Gouraud
- 1929–1941: Hippolyte Tréhiou
- 1941–1964: Eugène-Joseph-Marie Le Bellec
- 1964–1991: Pierre-Auguste-Marie Boussard
- 1991–2005: François-Mathurin Gourvès
- seit 2005: Raymond Centène